# 1201-es mellékút (Magyarország)
Az 1201-es számú mellékút egy közel harminchét kilométer hosszú mellékút Pest vármegye északi és Nógrád vármegye nyugati részén. A Börzsöny nyugati részének legfontosabb útja, több mint tíz település számára biztosít közvetlen vagy közvetett összeköttetést egymással és az ország távolabbi tájaival.

## Nyomvonala
A 12-es főút Szob központjában egy szétágazásban ér véget: balra, északnyugat felé az 1201-es út, észak felé a 12 108-as számú mellékút indul (utóbbi Márianosztrára vezet). Az 1201-es által érintett első település Ipolydamásd – melynek első házai előtt, az 1+700-as kilométerszelvény közelében, egy körforgalmú csomópontban kiágazik belőle délnyugati irányban a Helemba felé vezető 12 125-ös számú mellékút –, majd Letkés következik, ott ágazik ki belőle – 9+500-as kilométerszelvényénél – az országhatárig vezető, rövidke, 12 111-es számú mellékút. Ipolytölgyes következik, majd az út Nagybörzsöny közigazgatási területére érkezik, bár a település több mint 4 kilométerre keletre fekszik az úttól; a 12 112-es úton érhető el, amely az 1201-es 15+500-as kilométerszelvényénél, Ganádpusztánál ágazik el.
Vámosmikola a következő érintett település, ennek központját az út a 19+500-as kilométerszelvénye közelében éri el; alig 200 méterrel előtte ágazik ki belőle délnyugat felé az eredetileg Ipolypásztó (Pastovce) felé vezető, ma lényegében csak települési útként funkcionáló 12 113-as út. A 22. kilométerénél ágazik ki belőle a következő országos közút, ezúttal észak felé, közvetlenül a szlovák határzóna irányába: ez a 12 114-es út, amely Tésa felé vezet.
Kevéssel ezután az út átlép Perőcsény közigazgatási területére, de ez utóbbi lakott utcáit sem érinti, csak távolról közelíti meg; a faluba a 12 115-ös út vezet, mely kevéssel 25,1 kilométer után ágazik ki az 1401-es útból. 29. kilométerénél éri el Kemence központját, majd a 31+600-as kilométerszelvénye közelében visszatér bele a 12 114-es út. A 32. kilométere térségében Bernecebarátin halad keresztül, ott délkelet felé ágazik ki belőle a 12 117-es út. A 34. kilométerénél keresztezi a Nagy-Szuha-patakot és Nógrád vármegye határát. Nem sokkal onnét az országhatárhoz simul és ott is marad (bár Szlovákiába nem lép át); kevéssel a 37. kilométere előtt ér véget a Honthoz tartozó parassapusztai határátkelőhely közvetlen közelében, a 2-es főútba betorkollva (annak a 78+600-as kilométerszelvénye táján).

## Települések az út mentén
- Szob
- Ipolydamásd
- Letkés
- Ipolytölgyes
- Nagybörzsöny-Ganádpuszta
- Vámosmikola
- (Perőcsény)
- Kemence
- Bernecebaráti
- Hont-Parassapuszta

## Története
1934-ben a kereskedelem- és közlekedésügyi miniszter 70 846/1934. számú rendelete a teljes hosszában harmadrendű főútnak nyilvánította, a mai 12-es főúttal együtt, 113-as útszámozással.
Egy dátum nélküli, feltehetőleg 1950 körül készült térkép (a mai 12-es főúttal együtt) a teljes hosszában 121-es útszámozással tünteti fel.